# Halopteris glutinosa
Halopteris glutinosa is een hydroïdpoliep uit de familie Halopterididae. De poliep komt uit het geslacht Halopteris. Halopteris glutinosa werd in 1816 voor het eerst wetenschappelijk beschreven door Lamouroux. 